# Andrea Pinamonti
Andrea Pinamonti (Cles, 19 de maio de 1999) é um futebolista italiano que atua como atacante. Atualmente joga pelo Genoa, emprestado pelo Sassuolo.

## Títulos
Inter Primavera
- Campeonato Primavera - Troféu Giacinto Facchetti: 2016–17
- Primavera TIM Cup: 2016–17

Internazionale
- Campeonato Italiano: 2020–21[3]